# Birchall
Birchall – przysiółek w Anglii, w Staffordshire. Leży 14,3 km od miasta Stoke-on-Trent, 32 km od miasta Stafford i 219,1 km od Londynu. W 2015 miejscowość liczyła 649 mieszkańców.